# Diplazium balliviani
Diplazium balliviani är en majbräkenväxtart som beskrevs av Eduard Rosenstock.
Diplazium balliviani ingår i släktet Diplazium och familjen Athyriaceae. Inga underarter finns listade.